# Belisha beacon

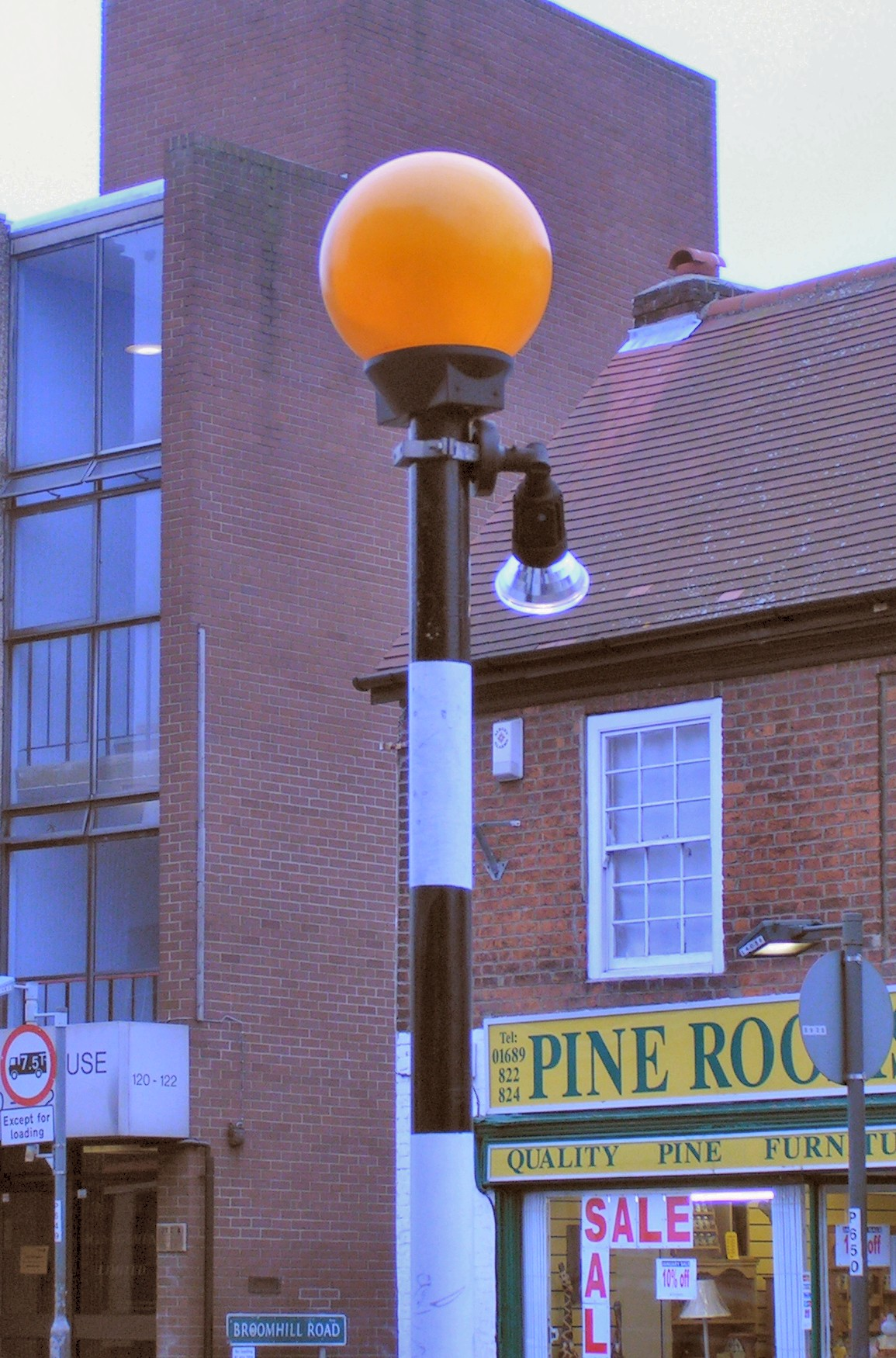
Un Belisha beacon in cima al suo palo a strisce. Questo esemplare dispone anche di una lampada per illuminare l'attraversamento stradale di notte.

Un Belisha beacon è una lampada sferica color ambra posta in cima ad un alto palo bianco e nero, che segnala l'attraversamento pedonale nelle strade del Regno Unito, in Irlanda ed in altri paesi storicamente influenzati dalla Gran Bretagna, come ad esempio Hong Kong e Malta. Prende il nome da Leslie Hore-Belisha (1893–1957), il ministro dei Trasporti che nel 1934 aggiunse le segnalazioni per l'attraversamento pedonale, tramite grandi borchie metalliche sul manto stradale. Questi attraversamenti furono poi dipinti a strisce bianche e nere, pertanto sono conosciute come zebra crossing.  I pedoni, legalmente, hanno la precedenza rispetto ai veicoli su questi attraversamenti.
I Belisha beacon forniscono visibilità aggiuntiva agli attraversamenti pedonali per i motociclisti, principalmente di notte. Il lampeggio normalmente dura un secondo sia nello stato di accensione che in quello di spegnimento. Alcuni attraversamenti sono impostati in modo che ciascun beacon lampeggi in alternanza all'altro lato, ma spesso essi smettono di essere sincronizzati nel corso del tempo. I beacon con un anello esterno di luci al LED color ambra, preferiti per la loro luminosità e i loro ridotti consumi, stanno rimpiazzando i tradizionali bulbi ad incandescenza in molte aree.
Per essere legalmente a norma, ogni zebra crossing deve essere equipaggiato con due Belisha beacon (sebbene, legalmente, è sufficiente che solo uno sia funzionante). Un problema particolare sussiste negli attraversamenti dove c'è uno spartitraffico centrale.  Siccome la presenza di uno spartitraffico centrale crea due zebra crossing è necessario un numero complessivo di quattro Belisha beacon.  Alcune installazioni dispongono illegalmente di un solo Belisha beacon sullo spartitraffico centrale con l'intento di servire entrambi gli attraversamenti. Tuttavia, in questo scenario, entrambi gli attraversamenti non seguono la regolamentazione (siccome non è possibile determinare a quale attraversamento il beacon appartiene) e di conseguenza un singolo beacon centrale è una valida difesa per un motociclista accusato di violazione delle regole di attraversamento. 
Negli ultimi anni (2011) il numero di zebra crossing e di Belisha beacon è diminuito nei paesi del nord dell'Inghilterra ed è stato rimpiazzato da pelican crossing o puffin crossing, con segnali per il controllo del traffico pedonale; un pedone può fermare il traffico dei veicoli premendo un bottone e aspettando che il segnale pedonale di un omino rosso diventi verde. L'omino verde può essere accompagnato da una bicicletta verde per indicare che l'attraversamento è progettato per pedoni e ciclisti. Continuando con i nomi derivati dai volatili, questo tipo di attraversamento è chiamato Toucan crossing, ed in esso, due persone possono attraversare (possibile gioco di parole con Toucan e l'inglese thou can, riferito all'attraversare). Un'altra variante è il Pegasus crossing dove il pedone è accompagnato da un cavallo verde nella segnaletica per indicare che l'attraversamento è progettato per pedoni e cavalli, come ad esempio nello Hyde Park Corner a Londra.
Il primo Belisha Beacon fu posizionato nel Wigan, all'angolo della Mesnes Street, e divenne operativo il 4 luglio del 1935.

## Fuori dal Regno Unito

### Australia
In Australia, negli ultimi anni (2011) vi è stata una proliferazione di vari tipi di beacon e di dissuasori, illuminati, riflessivi od altrimenti progettati per avere un'alta visibilità negli attraversamenti pedonali, a cui è occasionalmente attribuito il nome erroneo Belisha o Bellisher. Questi segnalatori dell'attraversamento ad alta visibilità sono solitamente piazzati nella banchina pedonale al centro della strada, in aggiunta o in alternativa al lato stradale. Numerosi di questi attraversamenti sono muniti di avviso affinché i pedoni diano precedenza al traffico stradale.
Brisbane in Australia (Queensland) ebbe per un breve periodo, verso la fine degli anni Sessanta e l'inizio degli anni Settanta, un numero limitato di Belisha beacon per segnalare gli attraversamenti, ma la maggioranza degli attraversamenti pedonali australiani sono zebra crossing segnalati da larghi cartelli gialli rotondi aventi come simbolo delle gambe che camminano.

### Irlanda
In Irlanda i Belisha beacon sono solitamente affiancati da doppie luci color ambra lampeggianti su entrambi i lati della strada, di visibilità molto maggiore. Alcuni zebra crossing hanno soltanto queste luci anziché dei Belisha beacon.

### Olanda
In Olanda i Belisha beacon furono utilizzati dal 1957 al 1962, per indicare che i pedoni avevano il diritto di passare in particolari punti della strada. Nel 1962 fu promulgata una legge ch'estendeva questo diritto ad ovunque vi fossero strisce pedonali e i beacon furono rimossi.

### Nuova Zelanda

Diagramma del Ministero dei Trasporti neozelandese per un dispositivo Belisha beacon

Al di fuori del Regno Unito, i Belisha beacon sono probabilmente più diffusi in Nuova Zelanda, dove sono richiesti in tutti gli attraversamenti pedonali segnalati. Le normative sul traffico richiedono ad un'autorità di controllo di erigere su ogni palo indicante la presenza e la posizione di un attraversamento pedonale, sia un globo ambrato illuminato internamente con non meno di 300 mm di diametro, che abbia una lampada la quale produca da 40 a 60 lampeggi al minuto, oppure un disco arancione fluorescente di 400 mm diametro. Il palo deve essere eretto entro 2 metri da ciascun bordo dell'attraversamento. I pali non devono avere meno di 75 mm di diametro e non devono essere meno alti di 2 metri, inoltre devono essere pitturati chiaramente con bande alternate e parallele bianche e nere, ciascuna di un'ampiezza di circa 300 mm. I dischi sono una relativamente nuova aggiunta per rimpiazzare i globi illuminati, essendo stati diffusi soltanto dagli anni Novanta.

## Gioco di carte
Negli anni trenta c'era un popolare gioco di carte basato sulla sicurezza stradale chiamato Belisha. Includeva immagini di vedute stradali e di alcuni posti famosi come Gretna Green e il Robin Hood's Well nel South Yorkshire. Il sistema della partita era basato sul gioco di carte Ramino.